# Szkoła manchesterska
Szkoła manchesterska (ang. Manchester school) - nurt antropologii założony przez Maxa Gluckmana na Uniwersytecie w Manchesterze w 1947 roku. Skupiał grupę blisko związanych ze sobą badaczy, głównie wykształconych w Oksfordzie, którzy później przenieśli się do University Manchester i do Rhodes-Livingstone Institute (RLI) w Livingstone w Rodezji Północnej (dziś Zambia). W Manchesterze jej szczytowy okres trwał od lat pięćdziesiątych do wczesnych lat siedemdziesiątych XX wieku, choć początki słusznie można wiązać z przybyciem Maxa Gluckmanna do RLI w 1939 roku.

## Podstawowe założenia
Przedstawiciele szkoły manchesterskiej mieli duży udział w przejściu w antropologii od podejścia strukturalnego do podejścia procesualnego. Mancunians, jak ich powszechnie nazywano, tworzyli niezwykle silnie zintegrowane środowisko. Głównym przedmiotem ich zainteresowania był konflikt, uznawany za immanentny element struktury społecznej oraz główne źródło jej dynamiki i zmienności. Każdy konflikt przedstawiono przy tym jako proces – badano jego przyczyny, przebieg i sposoby rozwiązywania oraz wpływ, jaki wywierał na układ stosunków społecznych. Posługiwano się w tym celu metodą poszerzonego przypadku (extended case method) polegającą na szczegółowym opisie przedstawionego zdarzenia, czyli sytuacji konfliktowej, uwzględniającym nie tylko jego uczestników (aktorów) i ich działania, lecz także możliwie szeroki kontekst sytuacyjny. W prowadzonych analizach starano się odkrywać obiektywne mechanizmy procesów społecznych, w związku z czym koncentrowano się raczej na praktyce codziennego życia, a nie na rządzących nim regułach strukturalnych. Nie próbowano przedstawić procesu społecznego w kategoriach niezmiennych norm i wartości, lecz ukazywano go w konkretnej rzeczywistości.
Szkoła ta często inspirowała się pracami Marksa oraz innych ekonomistów i socjologów. Brała pod uwagę kwestie społecznej sprawiedliwości takie jak apartheid i konflikty klasowe. Członkowie szkoły manchesterskiej odgrywali również ważną rolę w rozwoju innych działów antropologii oraz innych naukach społecznych. Kilkoro antropologów, którzy nie byli bezpośrednio powiązani ze szkoła manchesterską, czasami bywa uważanych za jej członków, zwłaszcza ci związani z Gluckmanem lub jego studenci z Rhodes-Livingstone Institute. Inni tak jak Edmund Leach, jednorazowo lub od czasu do czasu, byli znaczącymi współpracownikami szkoły manchesterskiej.

## Twórcy szkoły manchesterskiej
Osoby kojarzone albo z RLI w czasach kolonialnych, albo z Manchesterem w jego szczytowym okresie to: John Arundel Barnes, Arnold Leonard Epstein, Trude Scarlett Epstein, Elizabeth Colson, Clyde Mitchell, Godfrey Wilson i Monica Wilson, a współcześnie Richard Werbner, John Comaroff i Jean Comaroff. Każda z nich wniosła odmienny i oryginalny wkład, ale istniały także różnice w prezentowanych przez nie podejściach. Na przykład Clyde Mitchell i Arnold Leonard Epstein dawali pierwszeństwo "analizie sieciowej", ukazującej społeczne i ekonomiczne interakcje jednostek oraz linie łączące te interakcje. To podejście ma wiele wspólnego z podejściem Fredricka Bartha. Werbner z kolei określa cztery główne kierunki związane ze szkołą manchesterską: (1) problemy społeczne, (2) proces artykulacji, (3) międzyludzka interakcja i (4) retoryka oraz semantyka. Przedstawiciele szkoły manchesterskiej bardzo wyraźnie podkreślali znaczenie studiowania problemów społecznych w Afryce Środkowej. Godfrey Wilson ustanowił to priorytetem, gdy pełnił funkcję pierwszego dyrektora Rhodes-Livingstone Institute. Problemy te były wynikiem kolonializmu. Składały się na nie proces industrializacji oraz migracje za pracą. Max Gluckman, następca Wilsona, nie zgodził się z pojęciem "detrybalizacji" jako stopniowego procesu, w dużej mierze opartego na założeniu, że ludzie wybrali jeden z dwóch systemów wartości i norm opierających się na dwóch systemach utrzymania: tradycyjnym i uprzemysłowionym. Z punktu widzenia Wilsona podmioty społeczne zostały zmuszone do przyjęcia jednego systemu zamiast drugiego. Gluckman natomiast zauważył, że w przeciwieństwie do tego, migranci i robotnicy mają tendencję do wyboru określonych rodzajów zachowań, z istniejącego systemu, do konkretnych sytuacji społecznych, które ich spotkały. To była forma dyfuzji z modyfikacją koncepcji zaproponowanej przez Franza Boasa.
Jednak są dwa nazwiska, które zdecydowanie górują nad pozostałymi, zapewniając szkole manchesterskiej wyróżniający ją charakter: wspomniany już powyżej Max Gluckman oraz Victor W. Turner. 
- Max Gluckman – to brytyjski antropolog społeczny, pochodził z Afryki Południowej, studiował antropologię i prawo. Pierwszy profesor antropologii społecznej na Uniwersytecie w Manchesterze, wcześniej dyrektor Rhodes-Livingstone Institute.

- Viktor W. Turner był Szkotem. Mieszkał kolejno w Anglii, Afryce Środkowej, a od 1964 roku w Stanach Zjednoczonych. Najbardziej znany jest z badań nad symboliką i rytuałami Ndembu, ludu zamieszkującego tereny dzisiejszej Zambii.

Odmienne zainteresowania Turnera i Gluckmana dały szkole manchesterskiej cały wachlarz celów. Złączyło ich jednak zainteresowanie Afryką Środkową, a początkowo także więzy instytucjonalne, jak również wspólne przekonania. Przewodzili szkole, która postawiła przed antropologią brytyjską wyzwanie w chwili, kiedy ta antropologia najbardziej tego potrzebowała. O ile Gluckman skłaniał się w stronę funkcjonalizmu z minionej epoki, o tyle Turner zmienił swoje zainteresowania na typowo strukturalistyczne i zajął się systematycznymi relacjami między symbolicznymi aspektami kultury.
Próbując stworzyć teoretyczną pozycję na problemy społeczne antropolodzy ze szkoły manchesterskiej postanowili podkreślić względną korespondencję i sprzeczność między różnymi systemami oraz odmiennymi dziedzinami stosunków społecznych. Zgodnie z modelem strukturalnym Gluckmana punkt artykulacji pomiędzy polityczną hierarchią kolonialnej Afryki a organizacją plemienną można zrozumieć z punktu widzenia interhierarchicznych ról. Role te często były pełnione przez przywódcę wsi, były przedmiotem konfliktu interesów i nacisków zarówno z pozycji wyższego porządku politycznego, jak i wsi znajdujących się pod kierownictwem tegoż naczelnika. Gluckman podejrzewał, że dylematy moralne były prawdopodobnie bardziej skomplikowane w mniej złożonych społeczeństwach. Zwracał on uwagę na to, że w takich społecznościach każdy człowiek musi jednocześnie wypełniać wiele ról, a tym samym sprostać różnym oczekiwaniom pozostałych członków społeczności. Gluckman charakteryzuje proste społeczeństwa poprzez ich wielorakie więzi. Zauważył on, że w różnych sferach stosunków, na przykład: politycznym, krewniaczym czy religijnym, człowiek w prostym społeczeństwie ma powiązania z tymi samymi ludźmi w wielu różnych obszarach. Z drugiej strony, można wskazać, że w bardziej złożonych społeczeństwach zauważymy kilka pokrywających się relacji w różnych obszarach. Gluckman sądził, że rytuał najlepiej funkcjonuje w społeczeństwach złożonych, bo jednocześnie wskazywał role i przekonywał ludzi, że pomimo wielu konfliktów, dzielą oni te same nadrzędne wartości.
Antropolodzy ze szkoły manchesterskiej stwierdzili istnienie wielu zestawów interakcji społecznych czy sfer stosunków społecznych. Zmiana społeczna miała miejsce w całym systemie; jakkolwiek na niektóre sfery oddziaływała ona bardziej niż na inne. W rezultacie powstały różnice w przekonaniach i wartościach, które wprowadziły do środowiska miejskiego charakterystyczną wewnętrzną niespójność. W sytuacjach kolonialnych, takich jak te obserwowane w Afryce centralnej, wartości plemienne trwały wraz z wartościami przemysłowymi, pomimo podziałów rasowych. Wewnętrzną niespójność najlepiej zrozumieć z wykorzystaniem koncepcji sytuacyjnego wyboru. Koncepcja ta zakładała, że aktorzy społeczni mają wybrać swoje przekonania, które wydają się być odpowiednie w każdym obszarze i w każdym czasie.
Werbner uznawał wysiłki antropologów ze szkoły manchesterskiej w badaniach nad rytuałami i procesami sądowymi za pionierskie. Włożył te zmiany pod etykietki semantyki i retoryki. W pracy Gluckmana opisującej procesy sądowe pomiędzy Lozi odkrywcze było: (1) relacja pomiędzy koncepcjami osoby, (2) język reguł i (3) logika sytuacji.
Zakres oddziaływania szkoły manchesterskiej został rozciągnięty również poza Afrykę, w szczególności w pracach kolejnych pokoleń. Gluckman ustanowił Bernstein Research Project w 1965 roku na badania w Izraelu. Barth i Bailey koncentrują się w swoich pracach na Indiach i Pakistanie. Pomimo szerszego zasięgu szkoła manchesterska jest nieuchronnie związana z badaniami w Afryce, ponieważ większość przełomów teoretycznych i empirycznych nastąpiło właśnie tam.

## Antropolodzy znani ze szkoły manchesterskiej
- Max Gluckman
- Kathleen Gale (Lange-Stone) – studentka Gluckmana
- John A. Barnes – student Gluckmana, pracował w Rhodes-Livingstone Institute
- Fredrik Barth – student Leacha
- Elizabeth Bott
- Abner Cohen – student Gluckmana
- Elizabeth Colson
- Ian Cunnison
- Ronald Frankenberg - student Gluckmana
- Bruce Kapferer – student Gluckmana
- Norman Long
- Thayer Scudder
- Victor Turner – student  Gluckmana, pracował w Rhodes-Livingstone Institute

## Badacze powiązani ze szkoła manchesterską
- Edmund Leach
- Maurice Godelier
- Douglas White

## Krytyka
Koncepcja Gluckmana o modelu równowagi została powszechnie skrytykowana. Kapferer sugeruje, że Gluckman myli pozytywistyczną i antyhistoryczną koncepcje równowagi ze strukturalnymi procesami wewnętrznymi dla kulturowych i politycznych nakazów, które są odtwórcze i zmieniają się z czasem. Paradygmat strukturalno – funkcjonalny używany przez antropologów manchesterskich został skrytykowany głównie z powodu wypadnięcia z popularnych nurtów myślowych. Paradygmat ten został wyczerpany w ogólnym teoretycznym sensie. Badacze powiązani z tym nurtem byli też krytykowani ze względu na tendencje do niejednoznacznych orientacji politycznych. Niektórzy uczeni sympatyzowali z socjalistycznymi i politycznymi ruchami.

## Literatura dodatkowa
- Gluckman M., Wodzowie i konflikty [Politics, Law and Ritual in Tribal Society, 1965] w: Etnologia. Wybór tekstów, Sokolewicz Zofia (red.), Państwowe Wydawnictwo Naukowe, 1969.
- Kempny M., Badanie kultury. Elementy teorii antropologicznej, Warszawa: Wydawnictwo naukowe PWN 2003.